# 13335 Tobiaswolf
13335 Tobiaswolf este un asteroid din centura principală de asteroizi.

## Descriere
13335 Tobiaswolf este un asteroid din centura principală de asteroizi. A fost descoperit pe 17 septembrie 1998 la Stația Anderson Mesa în cadrul programului LONEOS. Asteroidul prezintă o orbită caracterizată de o semiaxă mare de 2,72 ua, o excentricitate de 0,14 și o înclinație de 11,7° în raport cu ecliptica.